# Magic Mike XXL
Magic Mike XXL (abreviado MMXXL; mesmo título em Portugal, em Angola e no Brasil) é um filme de comédia dramática estado-unidense realizado por Gregory Jacobs. É sequência do filme Magic Mike de 2012. O filme foi exibido nos Estados Unidos em 1 de julho de 2015. Em Portugal o filme foi lançado nos cinemas a 2 de julho de 2015, em Angola foi exibido a 3 de julho de 2015 e no Brasil o filme estreou nos cinemas em 30 de julho de 2015.

## Enredo
Três anos depois de abandonar sua vida como stripper, Mike agora está com seu próprio negócio de móveis. Ele recebe um telefonema de Tarzan que informa que Mike Dallas "sumiu". Acreditando que seu ex-chefe morreu, Mike leva a um hotel e descobre que seus amigos, os reis restantes de Tampa, estão se divertindo em uma festa na piscina. Depois de revelar que Dallas tem afiançado sobre eles para iniciar um novo show em Macau, os Reis deixam Mike dentro em seu plano: acabar com suas carreiras em uma nota elevada para viajar a Myrtle Beach para uma convenção de extracção. Mais tarde, ao tentar trabalhar, Mike ouve uma canção que ele usou para fazer striptease e dançar. Revigorado, Mike decide se juntar a eles em sua viagem. Conduzidos em uma fro-yo van de propriedade de Tito e Tobias, eles decidem fazer sua primeira parada em Mad Maria. Para provar a Richie que ele está disposto a se comprometer com a viagem, Mike participa de um concurso de rainhas amador. Os outros se juntam a ele logo depois. Eles, então, vão até a praia, onde Mike tenta resolver seus problemas com Ken. Os dois se reconciliam depois. Mike também atende uma fotógrafa chamada Zoe, que lhe diz que ela está indo para Nova York. Eles flertam, mas Mike decide não prosseguir com ela.
De volta à estrada, Mike sugere que eles alterem suas rotinas. Eles param em um posto de gasolina onde ele coage Richie em tentar fazer sorrir a pessoa do caixa com um striptease improvisado que ele faz com sucesso. Isso inspira os outros a abandonar suas velhas rotinas. Logo depois, Tobias, sob a influência de molly, desmaia durante a condução e trava a van. Todo mundo é deixado ileso além de Tobias que recebe uma concussão. No hospital, Mike revela que seu negócio de móveis não está indo bem e que ele já não está namorando Brooke. Em busca de um novo apresentador, Mike traz o grupo a um clube de strip propriedade de Roma, com quem Mike tem uma história. Mesmo provando-lhe que suas habilidades não se deterioraram, ele é mal sucedido em fazê-la ajudá-los. No entanto, ela faz dar-lhes uma carona até sua próxima parada o rapper/cantor, Andre,  que trabalha no clube, para levá-los lá. O grupo chega a uma mansão. Tito diz que ele conhece a garota que vive lá e que ela está esperando por eles. Eles andam pela porta, mas são recebidos pela mãe da menina, Nancy, juntamente com as amigas de Nancy, que são todas mulheres de meia-idade. A provocação do grupo de Nancy inicialmente faz ele se sentir estranho, mas como a noite vai, o clima clareia. Durante este tempo, Mike encontra Zoe novamente. Zoe confessa que foi contratada por um outro fotógrafo como seu assistente exclusivamente para que ele pudesse ficar com ela. Mike pede a ela para vir para a convenção para recuperar o seu sorriso.
Depois de dormir com Richie, Nancy permite que o grupo a pegue o carro de seu ex-marido para ir a Myrtle Beach. Quando eles chegam, eles são surpreendidos ao ver Roma. Roma, depois de ter uma mudança de coração, concorda em ser seu mestre de cerimônias. Ela também traz consigo Andre e Malik (Stephen "tWitch" Boss) para ajudar. Com seus preparativos completos, eles trabalham para a convenção, onde eles conseguem espremer em um ponto graças a Roma e sua história aparentemente romântica com a organizadora do evento, Paris. O desempenho do grupo é um sucesso. Durante o desempenho de Mike e Malik, Mike traz Zoe no palco. O filme termina em festa, Tobias retornar com a fro-yo van e todo mundo olhando os fogos de artifício do 4 de julho.

## Elenco
- Channing Tatum como  "Magic Mike Lane"[8]
- Matthew Bomer como Ken[9]
- Joe Manganiello como Big Dick Richie[10]
- Kevin Nash como Tarzan[11]
- Adam Rodriguez como Tito[12]
- Gabriel Iglesias como Tobias[12]
- Andie MacDowell como Nancy[13]
- Amber Heard como Zoe[14]
- Jada Pinkett Smith como Rome[15]
- Elizabeth Banks como Paris[12]
- Jane McNeill como Mae
- Donald Glover como Andre[12]
- Michael Strahan como Augustus[12]
- Max Webster como Jovem Candy[12]
- Stephen "tWitch" Boss como Malik
- Billy Reilich como Bombeiro[16]
- Christian Boeving
- Dmitry Steesy
- Ric Flair

## Produção
No Twitter, em julho de 2012, Tatum confirmou a sequela do filme. O ator respondeu: "Sim, sim e sim! Estamos trabalhando no conceito agora. Queremos escrever o guião e torná-lo maior." Em março de 2014, Greg Jacobs foi escolhido para realizar a sequela, intitulada Magic Mike XXL, que programou o inicio das filmagens no Hemisfério Norte, no Outono de 2014. O filme foi programado para ser lançado em 1 de julho de 2015.
Em 17 de setembro, foi anunciado oficialmente pelo realizador Jacobs durante uma entrevista com o site Indiewire que Matthew McConaughey não estaria retornando para o filme. Alex Pettyfer, também não regressaria para o filme.  Em 18 de setembro, Jada Pinkett Smith estava em negociações para se juntar ao elenco. Em 22 de setembro, Smith foi confirmada a desempenhar um papel originalmente escrito para ser feito por um ator. Em 29 de setembro, como a produção começou em Savannah, Greg Silverman anunciou o elenco oficial e o enredo do filme e o elenco anterior que seria incluído novamente foram Tatum, Bomer, Manganiello, Nash, Adam Rodriguez e Gabriel Iglesias, enquanto os novos membros do elenco foram Elizabeth Banks, Donald Glover, Heard, MacDowell, Smith e Michael Strahan. Em 8 de outubro, Stephen "tWitch" Boss anunciou sua participação no filme.  Boss disse que ele foi convidado por Tatum para se juntar ao elenco.

### Filmagem
Em 31 de agosto de 2014, as filmagens começaram em Myrtle Beach, incluindo os locais 2nd Avenue Pier, Pier 14, Plyler Park, Myrtle Beach SkyWheel e Myrtle Beach Aviation localizado na antiga Myrtle Beach Air Force Base. Em 29 de setembro, as filmagens ocorreram em Savannah, onde foi filmado no Savannah Gentleman's Club, algumas fotos do set também foram partilhadas pelos atores. Em 30 de setembro, a filmagem ocorreu na Tybee Island. Entre 23 e 25 de outubro, quando as filmagens estavam sendo feitas em Tybee Island, foram utilizadas mais de 900 mulheres extras, 300 a cada dia para as cenas da convenção. As filmagens ocorreram em Jekyll Island em 27 de outubro, onde a Jekyll Island Convention Center foi transformada numa convenção de strippers para a gravação do filme.